# Tolerme
Le Tolerme est une rivière française du Massif central dans le département du Lot, principal affluent de la Bave et sous-affluent de la Dordogne.

## Géographie
Le Tolerme prend sa source vers 650 mètres d'altitude, dans le Quercy, sur la commune de Labastide-du-Haut-Mont.
Il arrose Sénaillac-Latronquière puis, retenu par un barrage, forme le lac du Tolerme. Il baigne ensuite Latouille-Lentillac et, un kilomètre plus loin, se jette dans la Bave en rive droite.

## Communes traversées
Dans le seul département du Lot,
Sénaillac-Latronquière, Sousceyrac, Lacam-d'Ourcet, Latouille-Lentillac, Labastide-du-Haut-Mont, Gorses, Latronquière, Lauresses.

## Principaux affluents
Son principal affluent est, en rive droite, le Cayla : 19,2 km
- Ruisseau de Moncontié : 3,5 km
- Ruisseau de Puech Lasvieilles : 3,7 km
- Ruisseau de Laplanquette : 1,7 km
- Ruisseau de Prézelle : 4,3 km

## À voir
- À Latouille-Lentillac :
  - la chapelle Notre-Dame de Verdale,
  - l'église paroissiale Notre-dame de l'Immaculée-Conception.